# لوکا لنته
لوکا لَنُتِ (ایتالیایی: Luca Lanotte؛ زاده ۳۰ ژوئیهٔ ۱۹۸۵) رقصنده روی یخ اهل ایتالیا است.